# Huni

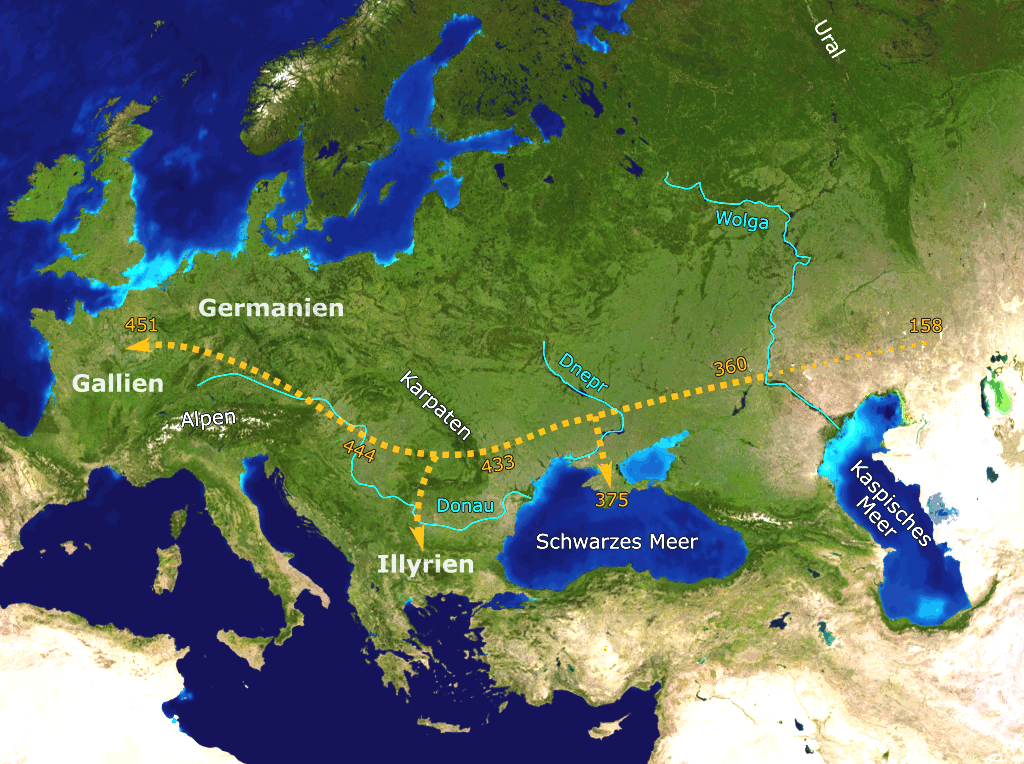
Pătrunderea hunilor în Europa

Hunii au fost un popor nomad de origine turcică, probabil și uralică. Alte surse istorice și științifice le atribuie origini mongolice cu proveniențe milenare din estul actualului stat Kazahstan, având legături de sânge cu triburile tătărești. Adesea însă au fost confundați cu alanii, care au fost incluși în confederațiile tribale hune (din care au făcut parte și câteva popoare germanice, între care gepizii). Se presupune că zona primară de locuire a acestui popor, compus probabil dintr-o uniune de triburi altaice, a fost China sau teritoriile nordice vecine. Această populație pare să fi fost identică cu triburile menționate între secolele IV î.Hr. și I d.Hr. de izvoarele chineze sub numele Hsiung-nu. Aceste triburi au întemeiat imperiul omonim de mare extindere, primul mare han cunoscut (exclusiv din surse chineze) fiind Mao-tun (Mao-dun, Motun; pe turcește Mete han), care a domnit după anul 209 î.Hr.

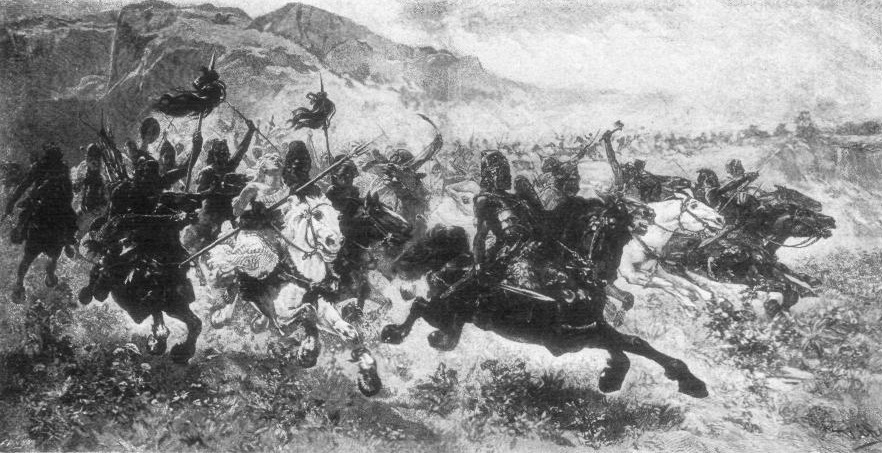
Invazia hunilor în Italia

În jurul anului 370, sub hanul Balamir (Balamber) încetează invaziile asiatice, trec Volga, distrug formațiunea statală a alanilor și se stabilesc temporar pe teritoriile de la Volga Inferioară. În 375, hunii distrug formațiunea statală a regelui ostrogot Ermanaric, iar în anii 376-377 înfrâng și oștile regelui vizigot Athanaric.
Timp de câteva decenii incursiunile de pradă ale hunilor s-au limitat la zonele învecinate, potrivit unor consemnări din 395: în Caucaz și la Dunărea de Jos. Însă și-au extins, treptat, sfera de invazie spre vest, dincolo de Munții Carpați, până în Câmpia Panoniei.
Câțiva ani mai târziu, în anul 400 hunii conduși de Uldin reapar la Dunărea de Jos, traversează fluviul și se implică de partea romanilor în luptele cu goții lui Gainas, stabiliți în anul 376, cu asentimentul împăratului Valens (364-378), în Peninsula Balcanică. Hunii sunt din nou evocați în anul 402, pe Oder și Vistula, unde atacă tribul germanic al burgunzilor. În anul 407 trec prin foc și sabie regiuni din Galia.
Concomitent cu începutul guvernării lui Theodossius cel Mare (408-450), Imperiul Roman de Est devine ținta favorită a atacurilor hunice. O primă invazie se produce în anul 408 la Dunărea de Jos, cu care ocazie este atacată și ocupată fortificația Castra Martis. În schimbul unui tribut în bani, cerut de huni, Theodossius încheie în anul 412 pacea cu hanul Karaton. Un nou atac hunic are loc în 424, când sunt pustiite ținuturi importante din Tracia.
În anul 424, în timpul hanului Rua (Ruga, Rugila), centrul de putere al hunilor s-a mutat în Pannonia, în apropierea Dunării dupa mai multe lupte purtate cu triburile bastinase de daci iazigi si anarti . Dominația asupra Pannoniei a fost recunoscută hunilor printr-un tratat încheiat cu Flavius Aetius probabil în anul 434. Atacurile hunilor împotriva Imperiului Roman răsăritean sunt oprite temporar prin încheierea păcii între părți, în anul 435 pe malul nordic al Dunării, la Castra Constantia. Ecoul marii înfrângeri provocată de huni burgunzilor în anul 437 s-a perpetuat posterității în celebrul Cântec al Nibelungilor. Începând din 441 și, mai ales, după 445-446, conducerea hanatului hunilor a fost preluată treptat de Attila în detrimentul fratelui său, hanul Bleda (Buda).